# القوات المسلحة الصوماليلاندية
االقوات المسلحة صوماليلاندية (بالصومالية: Ciidanka Qalabka Side ee Somaliland)‏ هي الخدمات العسكرية لأرض الصومال . وهي تتألف من فرعين عسكريين فاعلين: الجيش والبحرية . لا توجد قوة جوية .
شرطة صوماليلاندية هي أيضا جزء من قوات الأمن الداخلي وخاضعة للجيش. القوات المسلحة تحت قيادة الرئيس موسى بيهي عبدي ، القائد العام للقوات المسلحة. وزير الدفاع عبد الخالق محمود عتيه هو الوزير المكلف بالإشراف على القوات المسلحة.
تمتلك صوماليلاند 226 دبابة و 309 عربات قتال مصفحة و 23 جهاز عرض صاروخي و 11 مدفعية في جيشها الوطني و 29 ألف جندي. يوجد في أرض الصومال 97 سيارة شرطة ومركبات أخرى في قوة الشرطة بالإضافة إلى 22000 ضابط شرطة. يوجد في أرض الصومال 40 زورق دورية و 13 سفينة دورية في أسطولها البحري و 1000 ضابط في البحرية.
تنفق صوماليلاند ثلث ميزانيتها البالغة 350 مليون دولار على قواتها المسلحة ، وهو أكبر إنفاق حكومي لها. بسبب حظر الأسلحة الذي تفرضه الأمم المتحدة على الصومال ، لا يُسمح للدولة بشراء أسلحة.

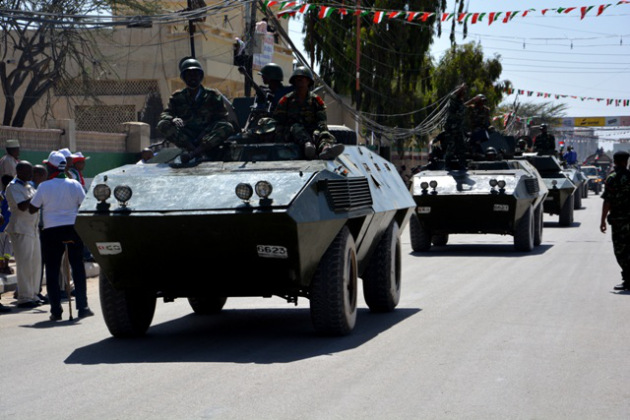
سيارة مدرعة صوماليلاند

## القادة
| اسم               | منصبه | ترك منصبه                    | ملاحظة |
| ----------------- | ----- | ---------------------------- | ------ |
| نوح إسماعيل تاني  | 2003  | 11 كانون الأول / ديسمبر 2011 | رفضت   |
| محمد حسن عبد الله | 2011  | 2012                         |        |
| ?                 |       |                              |        |
| نوح إسماعيل تاني  | 2016  |                              |        |

## جيش

### شؤون الموظفين
لطالما عمل فرع جيش صوماليلاند في أرض الصومال بدون هيكل رتب رسمي. ومع ذلك ، في ديسمبر 2012 ، أعلنت وزارة الدفاع في صوماليلاند أنه تم تطوير التسلسل القيادي وسيتم تنفيذه بحلول يناير 2013.

### معدات
عندما تمت الإطاحة بحاكم الصومال السابق سياد بري في عام 1990 ، ورثت أرض الصومال المعدات والأجهزة والمرافق العسكرية التي كانت موجودة داخل أراضي صوماليلاند الحالية.

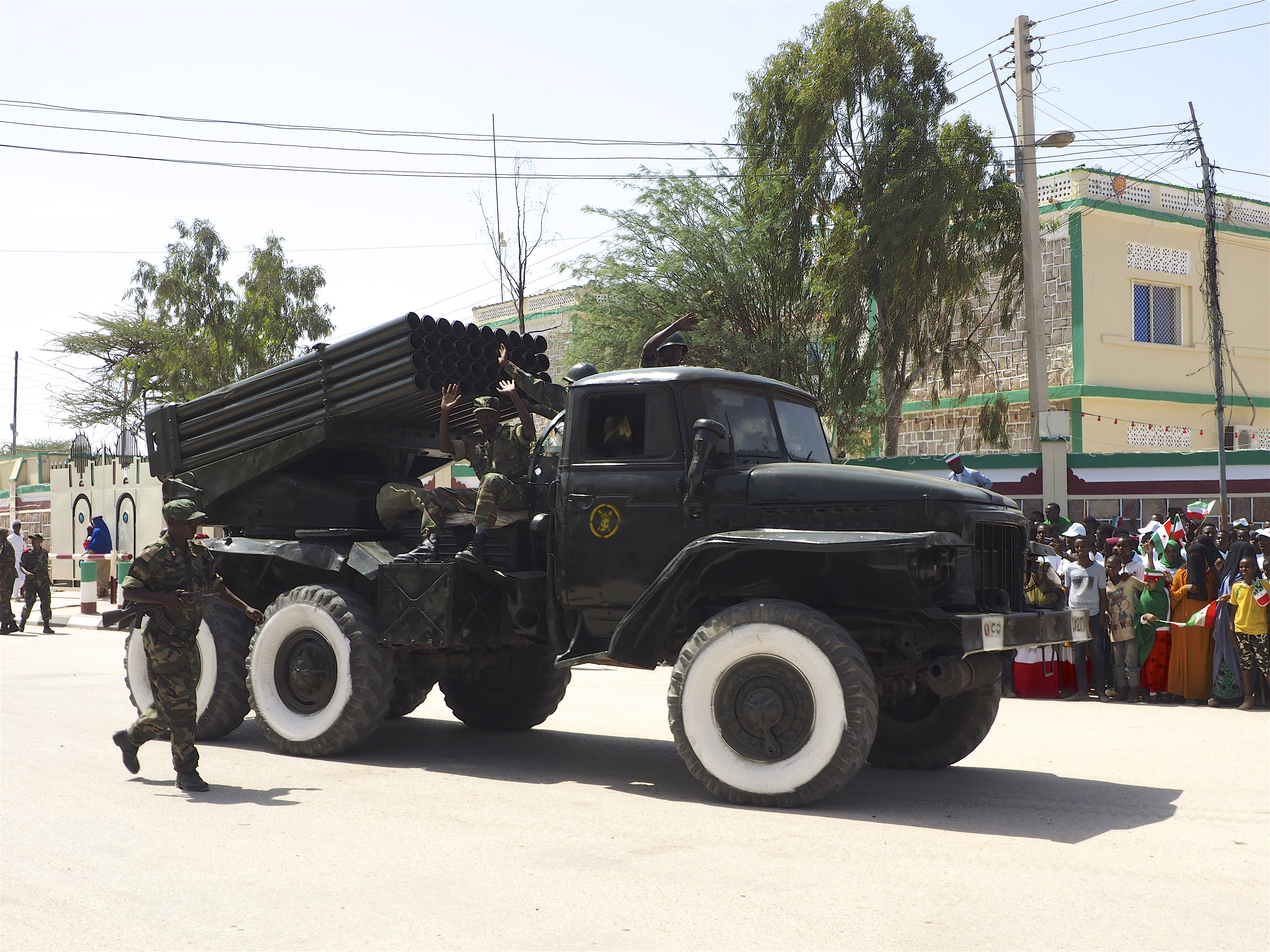
قاذفة صواريخ متعددة BM-21

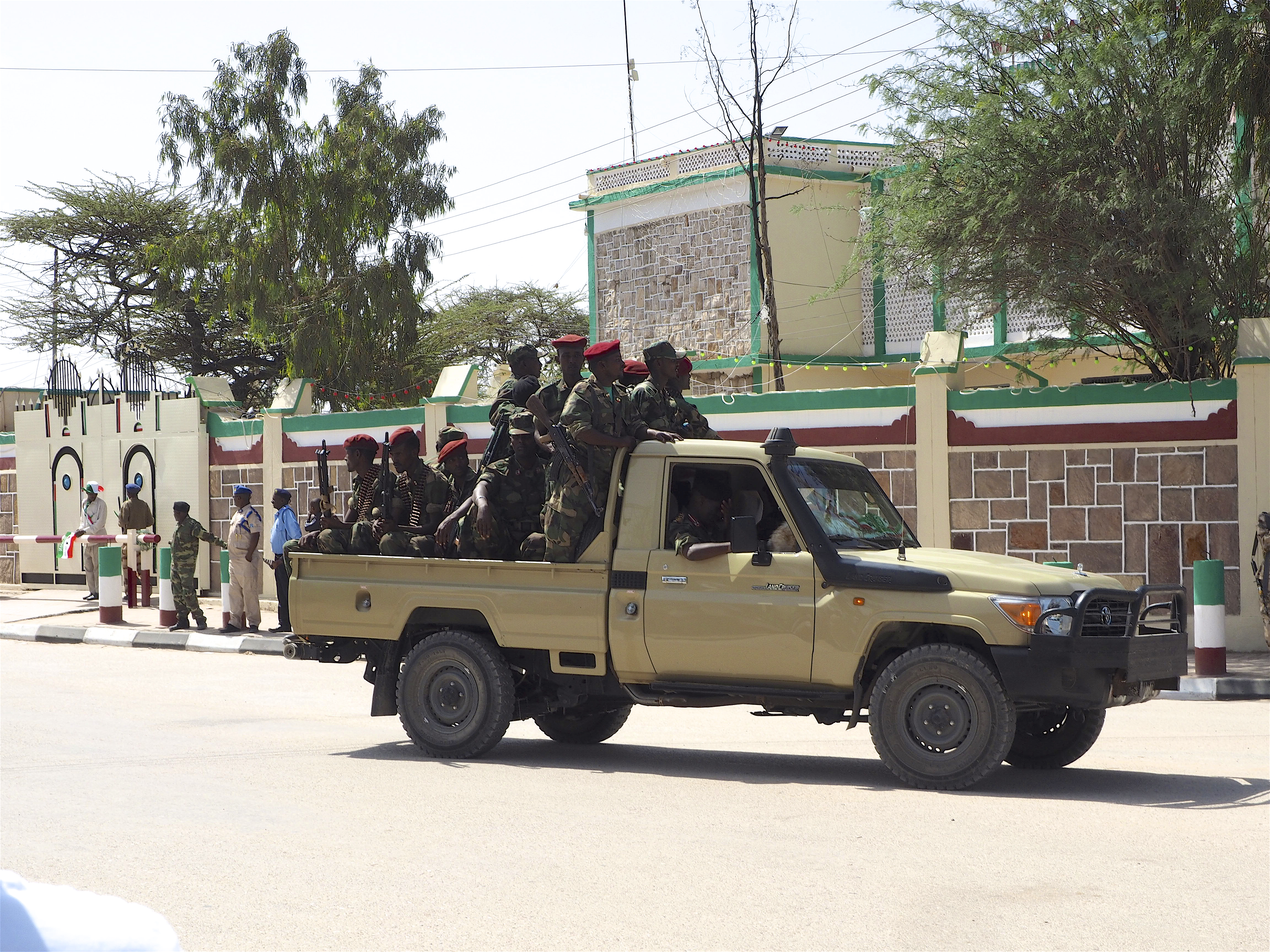
صوماليلاند الجيش شاحنة

بسبب حظر الأسلحة الذي تفرضه الأمم المتحدة على الصومال ، والذي يُعترف دوليًا بكون منطقة أرض الصومال التي تتمتع بحكم شبه ذاتي جزءًا منها ، لا يُسمح للإقليم بشراء أسلحة. وبالتالي ، يعتمد المسؤولون العسكريون في المنطقة على إصلاح وتعديل المعدات القديمة. يزعم البعض أيضًا أن الأسلحة يتم تسليمها في بعض الأحيان من إثيوبيا واليمن عبر ميناء بربرة ، عادة أثناء الليل.
شوهد جنود صوماليلاند العاديون يحملون بنادق من طراز SKS ونسخ مختلفة من AK-47 .
بالإضافة إلى ذلك ، يقوم جيش أرض الصومال بتشغيل عدد غير معروف من المعدات التالية:
- قاذفات صواريخ متنقلة BM-21 (100-200)
- صواريخ موجهة مضادة للدبابات من طراز BGM-71 TOW
- ناقلات جند مدرعة مجنزرة BTR-50
- دبابة T-34 متوسطة (عشرات؟ )
- دبابة قتال رئيسية T-55 (85)

## البحرية
بحرية أرض الصومال ( (بالصومالية: Ciidanka Bada ee Somaliland)‏ ) في عام 2009. يقع المقر الرئيسي في مدينة بربرة الساحلية. يوجد هناك أيضًا مركز غوص يديره غواصون أجانب يقومون بتدريب البحرية الصومالية. تعمل البحرية بزوارق سريعة صغيرة مزودة بمسدسات. تم توفير الكثير من هذه المعدات من قبل المملكة المتحدة ، في محاولة لمكافحة القرصنة.